# Střední škola gastronomická a hotelová
Střední škola gastronomická a hotelová s.r.o. je soukromá střední škola, sídlící na adrese Vrbova 1233, Praha 4 - Braník. Škola se specializuje jak na denní tak i na dálkové studium.
V rámci denního studia lze studovat maturitní obory - Hotelnictví, Cestovní ruch, Gastronomie a výuční obory - Kuchař/číšník a Cukrář. Škola pro studenty zařizuje praxi na prestižních pracovištích. Je jedinou školou, jejíž studenti praktikují v michelinské restauraci.[zdroj⁠?!] Kromě studijních stáží v Evropě, je studentům umožněno vyjet na studijní pobyt do partnerských škol mimo Evropu a to sice do Číny, nebo do USA.
V rámci dálkového studia lze na škole absolvovat maturitní obory - Hotelnictví, Cestovních ruch, Gastronomii a Podnikání a výuční obor Kuchař/číšník. Délka studia je závislá od současného vzdělání studenta, nejkratší možné studium je dvouleté.

## Obory vzdělávání denní studium
| Obor            | Délka studia |
| --------------- | ------------ |
| Kuchař - číšník | 3 roky       |
| Cukrář          | 3 roky       |

| Obor          | Délka studia |
| ------------- | ------------ |
| Hotelnictví   | 4 roky       |
| Cestovní ruch | 4 roky       |
| Gastronomie   | 4 roky       |

## Obory vzdělávání dálkové studium
| Obor          | Délka studia | Podmínky nástupu |
| ------------- | ------------ | ---------------- |
| Hotelnictví   | 4 roky       | ukončená ZŠ      |
| Cestovní ruch | 4 roky       | ukončená ZŠ      |

| Obor        | Délka studia | Podmínky nástupu           |
| ----------- | ------------ | -------------------------- |
| Gastronomie | 3 roky       | výuční list v gastro oboru |
| Podnikání   | 2 - 3 roky   | libovolný výuční list      |

| Obor            | Délka studia | Podmínky nástupu |
| --------------- | ------------ | ---------------- |
| Kuchař - číšník | 2 - 3 roky   | ukončená ZŠ      |
|                 |              |                  |

## Významní žáci školy
- Roman Vaněk - zakladatel Pražského kulinářského institutu.

## Aktivity školy
Škola je členem:
- Sdružení soukromých škol Čech, Moravy a Slezska
- Asociace hotelů a restaurací ČR
- Asociace kuchařů a cukrářů ČR  Archivováno 21. 10. 2016 na Wayback Machine.
- Asociace číšníků ČR
- České barmanské asociace